# The Black Hole of Glenrenald
The Black Hole of Glenrenald è un cortometraggio muto del 1915 diretto da James W. Horne.
Terzo episodio del serial cinematografico Stingaree.

## Produzione
Il film fu prodotto dalla Kalem Company.

## Distribuzione
Distribuito dalla General Film Company, il film - un cortometraggio in due bobine - uscì nelle sale cinematografiche USA l'8 dicembre 1915.